# کولدواتر (میسیسیپی)
کولدواتر (به انگلیسی: Coldwater) شهرکی در ایالت میسیسیپی کشور ایالات متحده آمریکا است که جمعیت آن در سرشماری سال ۲۰۱۰ میلادی، ۱٬۶۷۷
نفر بوده‌است.

## نگارخانه

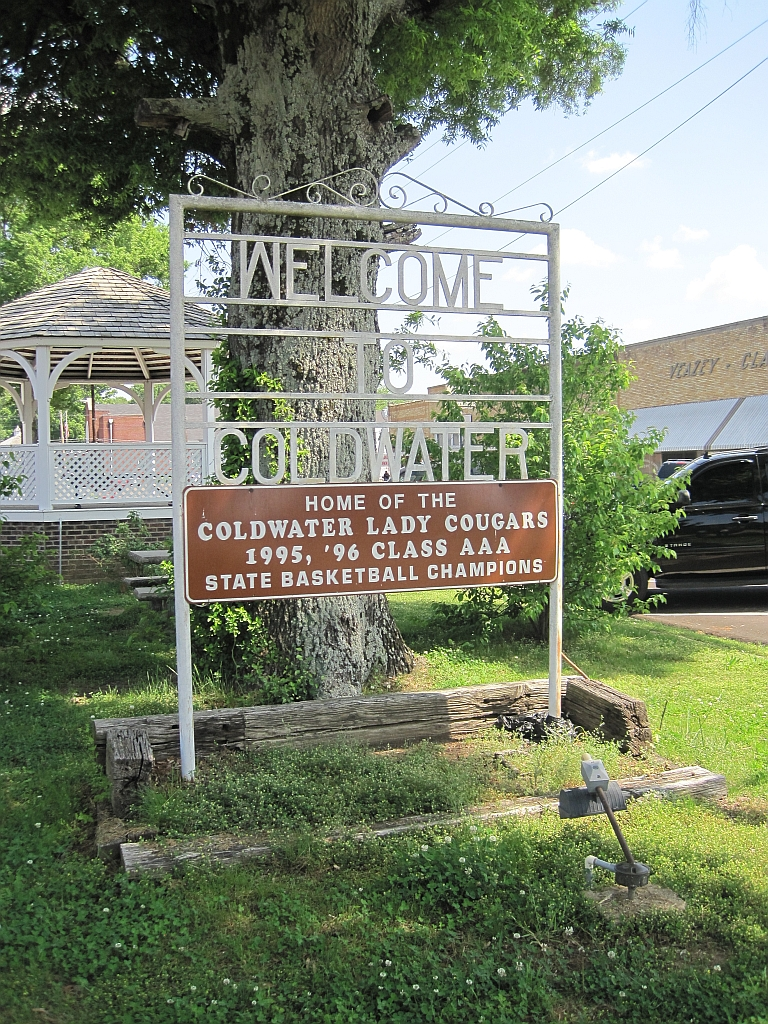
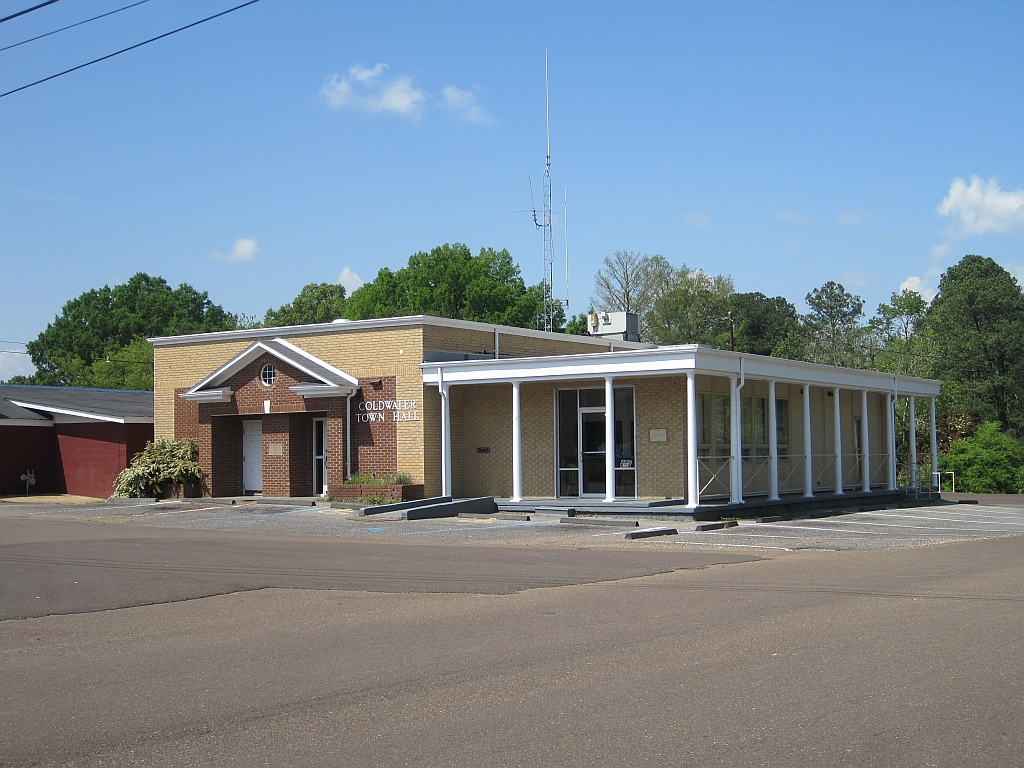
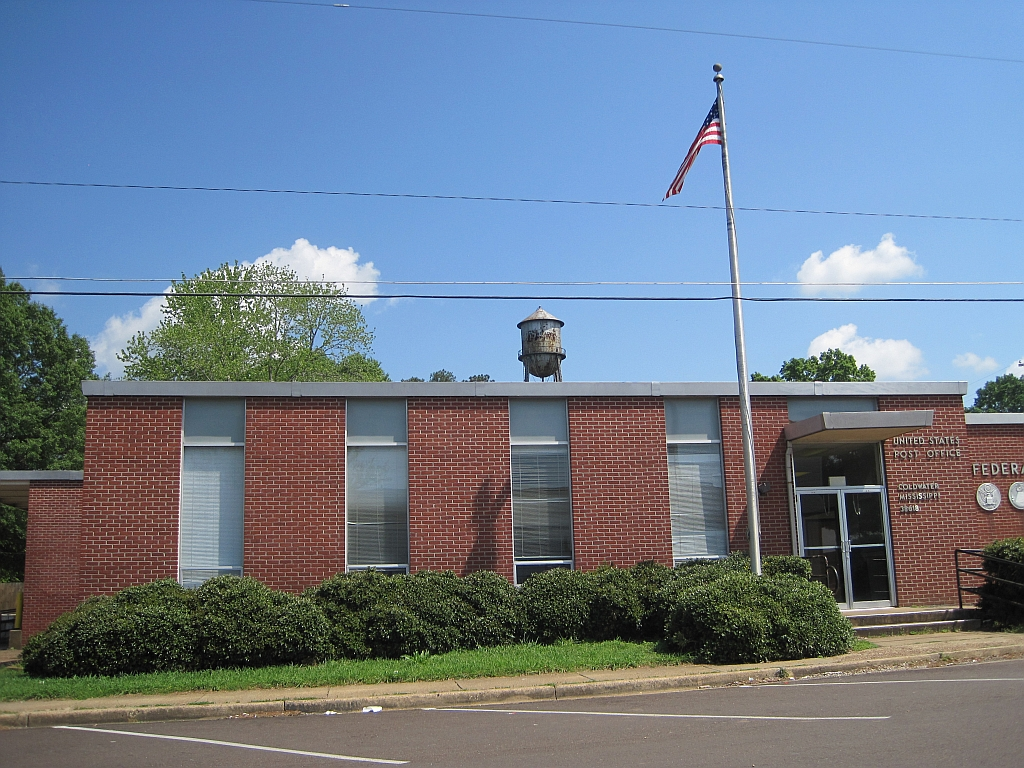
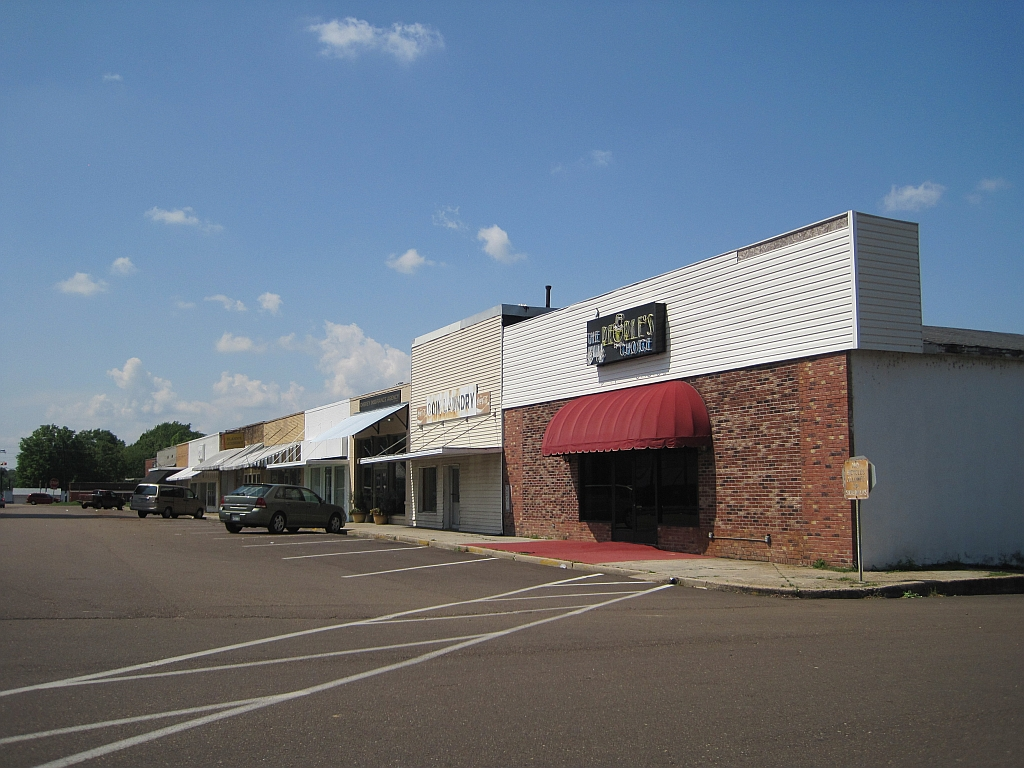
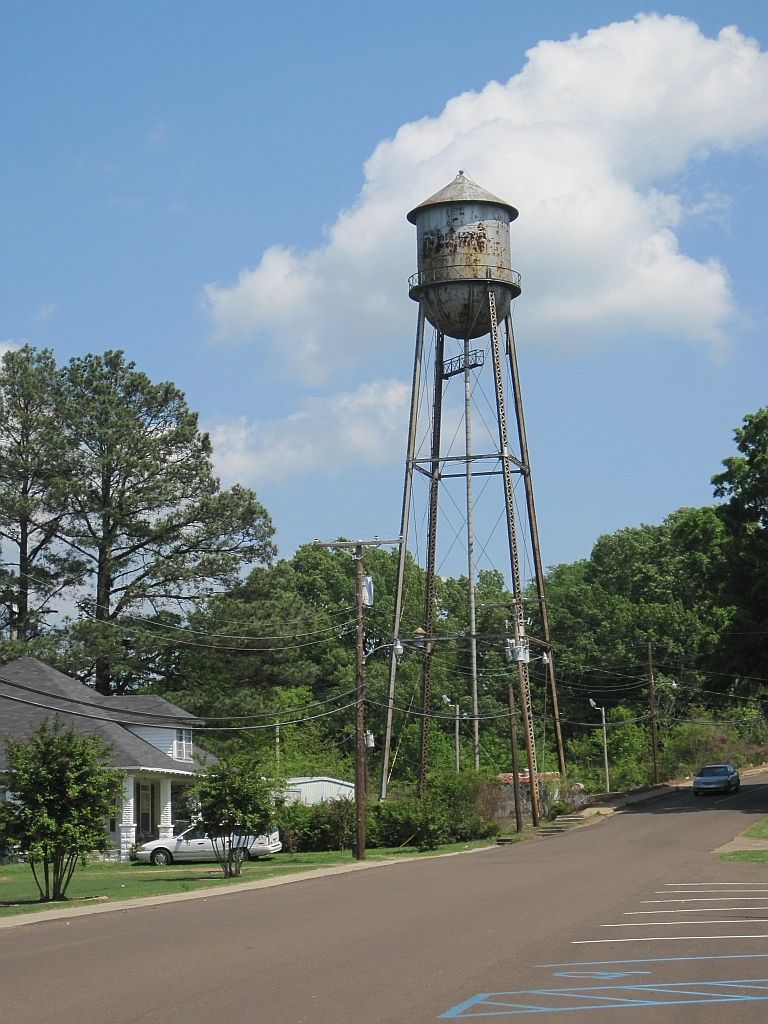
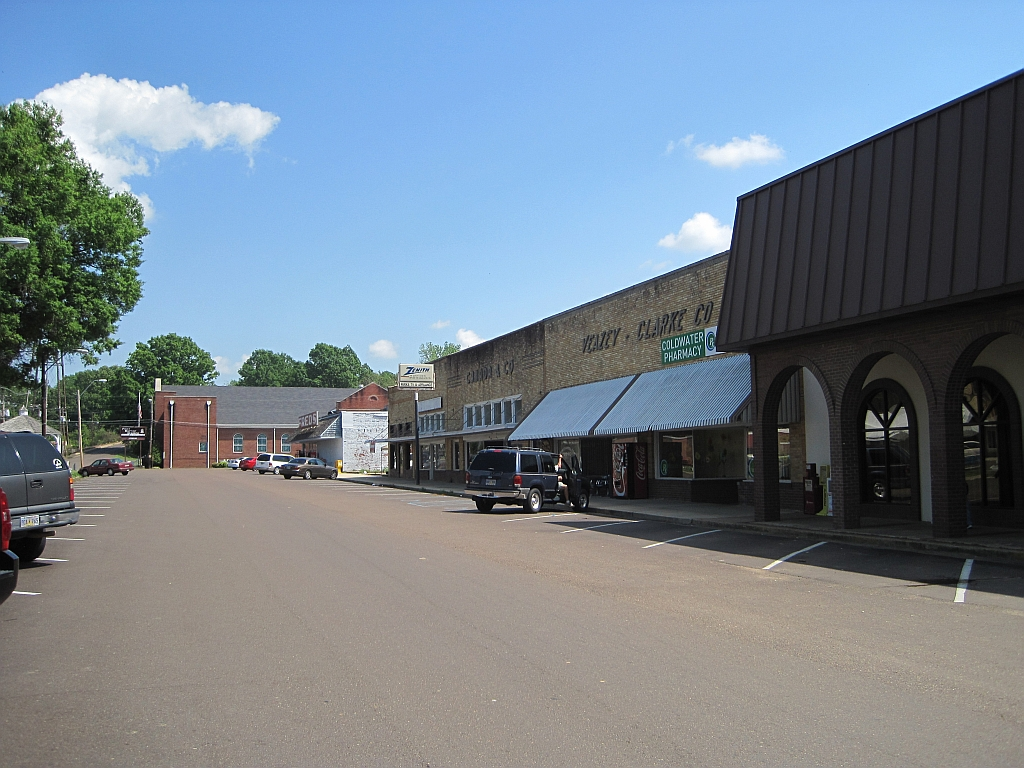